# Aulacomya capensis
Aulacomya capensis is een tweekleppigensoort uit de familie van de Mytilidae. De wetenschappelijke naam van de soort is voor het eerst geldig gepubliceerd in 1846 door Dunker.